# Enzo (cão)
Enzo (julho de 1995 - 23 de junho de 2010) foi um ator canino da raça Jack Russell Terrier que interpretou Eddie Crane na sitcom de televisão americana Frasier.
Enzo, filho de mãe Chelsea Marvin (também uma Jack Russell), era um par mais próximo e revelou ter marcas faciais incomumente semelhantes às de seu pai. Mais tarde na série, ele foi usado como dublê para realizar os truques mais fisicamente desafiadores para seu pai idoso. Enzo e Moose se revezaram no papel após a oitava temporada. Enzo também foi usado como um dos filhotes que "Eddie" gerou durante o show. Fora do set, a treinadora Mathilde de Cagny afirmou que o relacionamento de Moose e Enzo era tão ruim que os dois "não suportavam ficar na mesma sala juntos".
Enzo morreu de câncer em 23 de junho de 2010, aos 16 anos de idade.

## Filmografia
- Frasier - Eddie Crane
- My Dog Skip - Skip Morris
- Veja Spot Run - Boodles